# Sandsnabblöpare
Sandsnabblöpare (Philodromus fallax) är en spindelart som beskrevs av Carl Jakob Sundevall 1833. Sandsnabblöpare ingår i släktet Philodromus och familjen snabblöparspindlar. Enligt den finländska rödlistan är arten sårbar i Finland. Enligt den svenska rödlistan är arten nära hotad i Sverige. Arten förekommer i Götaland, Gotland och Öland. Artens livsmiljö är sandstränder vid Östersjön. Inga underarter finns listade i Catalogue of Life.